# Procuratura Generală a Republicii Moldova
Procuratura Generală a Republicii Moldova (abreviat PG) este organul puterii de stat în Republica Moldova care exercită supravegherea respectării legilor.
Procurorul General este numit în funcție pentru un singur mandat de 7 ani și este candidatul care acumulează cel mai mare punctaj în urma unui concurs, ulterior acesta fiind propus de către Consiliul Președintelui Republicii Moldova pentru numirea în funcția de Procuror General.

## Conducere
- Procuror General – Alexandru Machidon

## Lista procurorilor generali ai Republicii Moldova
| №  | Nume (naștere–deces)        | Portret                           | Mandat                                                    | Mandat            |
| -- | --------------------------- | --------------------------------- | --------------------------------------------------------- | ----------------- |
| 1  | Dumitru Postovan (1949–)    |                                   | 1991                                                      | 30 iulie 1998     |
| 2  | Valeriu Catană              |                                   | 31 iulie 1998                                             | 29 iulie 1999     |
| 3  | Mircea Iuga (1943–2021)     |                                   | 29 iulie 1999                                             | 24 februarie 2001 |
| 4  | Vasile Rusu (1952–2018)     |                                   | 18 mai 2001                                               | 4 decembrie 2003  |
| 5  | Valeriu Balaban (1961–)     |                                   | 15 decembrie 2003                                         | 8 februarie 2007  |
| 6  | Valeriu Gurbulea (1965–)    |                                   | 8 februarie 2007                                          | 2 octombrie 2009  |
| 7  | Valeriu Zubco (1965–)       |                                   | 7 octombrie 2009                                          | 21 ianuarie 2013  |
| 8  | Corneliu Gurin (1975–)      | Corneliu Gurin (4 decembrie 2015) | 18 aprilie 2013                                           | 1 martie 2016     |
| 9  | Eduard Harunjen (1972–)     |                                   | 8 decembrie 2016                                          | 11 iulie 2019     |
| 10 | Alexandr Stoianoglo (1967–) | Alexandru Stoianoglo (2015-01-19) | 29 noiembrie 2019                                         | 5 octombrie 2021  |
| –  | Dumitru Robu                |                                   | 6 octombrie 2021                                          | 12 octombrie 2022 |
| 11 | Ion Munteanu (1983–)        | Ion Munteanu                      | 1 iunie 2024 interimar (12 octombrie 2022 – 1 iunie 2024) | 26 mai 2025       |
| 12 | Alexandru Machidon          |                                   | din 19 august 2025 interimar (28 mai – 19 august 2025)    |                   |